# Dionne Warwick
Pour les articles homonymes, voir Warwick.
Marie Dionne Warrick, simplement dite Dionne Warwick, née le 12 décembre 1940 à East Orange (New Jersey), est une chanteuse, compositrice, actrice et animatrice américaine. 
Elle est surtout connue comme interprète de chansons écrites par Burt Bacharach et Hal David, avec lesquels elle a connu de grands succès dans les années 1960. On compte parmi ses plus grandes chansons Don't Make Me Over, Walk On By, I Say a Little Prayer, Do You Know the Way to San José et Alfie. Dionne Warwick est la chanteuse qui a vendu le plus de disques aux États-Unis en 1964, 1966, 1970 et 1971. Après quasi une décennie en demi-teinte, elle rejoint Clive Davis chez Arista Records en 1979 et opère un retour retentissant avec son titre I'll Never Love This Way Again puis en 1982 avec Heartbreaker et en 1985 avec That's What Friends Are For qu'elle chante avec Gladys Knight, Elton John et Stevie Wonder.
Six fois lauréate d'un Grammy Award,  Dionne Warwick a classé 80 titres au Billboard Top 100 et vendu plus de 100 millions de disques dans le monde entier.
Dionne Warwick est souvent considérée comme la première pop star afro-américaine et une des chanteuses noires les plus importantes des années 1960 avec Diana Ross et Aretha Franklin. Sa cousine, la chanteuse américaine Whitney Houston, la cite d'ailleurs parmi ses principales influences.

## Biographie
Dionne Warwick est la fille de Mancel Warrick et Lee Drinkard, la sœur de Delia, dite Dee Dee Warwick et Mancel Jr.. Les membres de sa famille (plus particulièrement du côté de sa mère), sont les interprètes du groupe gospel The Drinkard Singers, dont sa mère était manager.
Elle grandit dans la ville d'East Orange dans l'État du New Jersey. À l'âge de six ans, elle commence à chanter du gospel à l'église baptiste Nouvel espoir de Newark.
Après des études de musique à la Hartt School of Music, elle fonde en 1958 le quatuor The Gospelaires avec sa sœur, Myrna Utley, et Carol Slade. Le groupe se produit à l'Apollo Theater de New York, la jeune chanteuse attire alors l'attention du saxophoniste Sam « The Man » Taylor. Le groupe enregistre comme chœur pour de nombreux artistes. Lors d'un enregistrement avec les membres des Gospelaires et ceux des Drifters, la voix de Dionne capte l'attention de Burt Bacharach. Celui-ci lui propose alors d'enregistrer des maquettes en solo, dont ses chansons et celle de son partenaire Hal David.

### Années Scepter
En 1962, Dionne Warwick signe chez Scepter Records sous la présidence de Florence Grennberg, Dionne prend par la suite le nom de Warwick à la suite d'une erreur typographique sur la pochette de son premier single Don't Make Me Over. Au cours des années qui suivent, elle est l'une des chanteuses les plus en vogue avec des titres comme Walk On By, Anyone Who Had a Heart, Message to Michael, I Say a Little Prayer et Do You Know the Way to San José dont la chanson lui vaudra un premier prix grammy. Elle participe au festival de Sanremo en Italie en 1967 avec Dedicato all'amore, jumelé avec Peppino di Capri, mais sont éliminés. L'année suivante, elle finit 14e avec La voce del silenzio, en duo avec Tony Del Monaco. Elle contribue également au cinéma ; bien qu'elle soit pressentie pour interpréter la chanson Alfie (composée par Bacharach et David) pour le film Alfie le dragueur de Paramount Pictures, la maison de production l'écarte finalement au profit de la chanteuse britannique Cilla Black. Elle sera finalement choisie pour celui de La Vallée des poupées avec la chanson (Theme from) Valley of the Dolls, qui était à l'origine destinée à Judy Garland.

### Années Warner Bros. et Arista

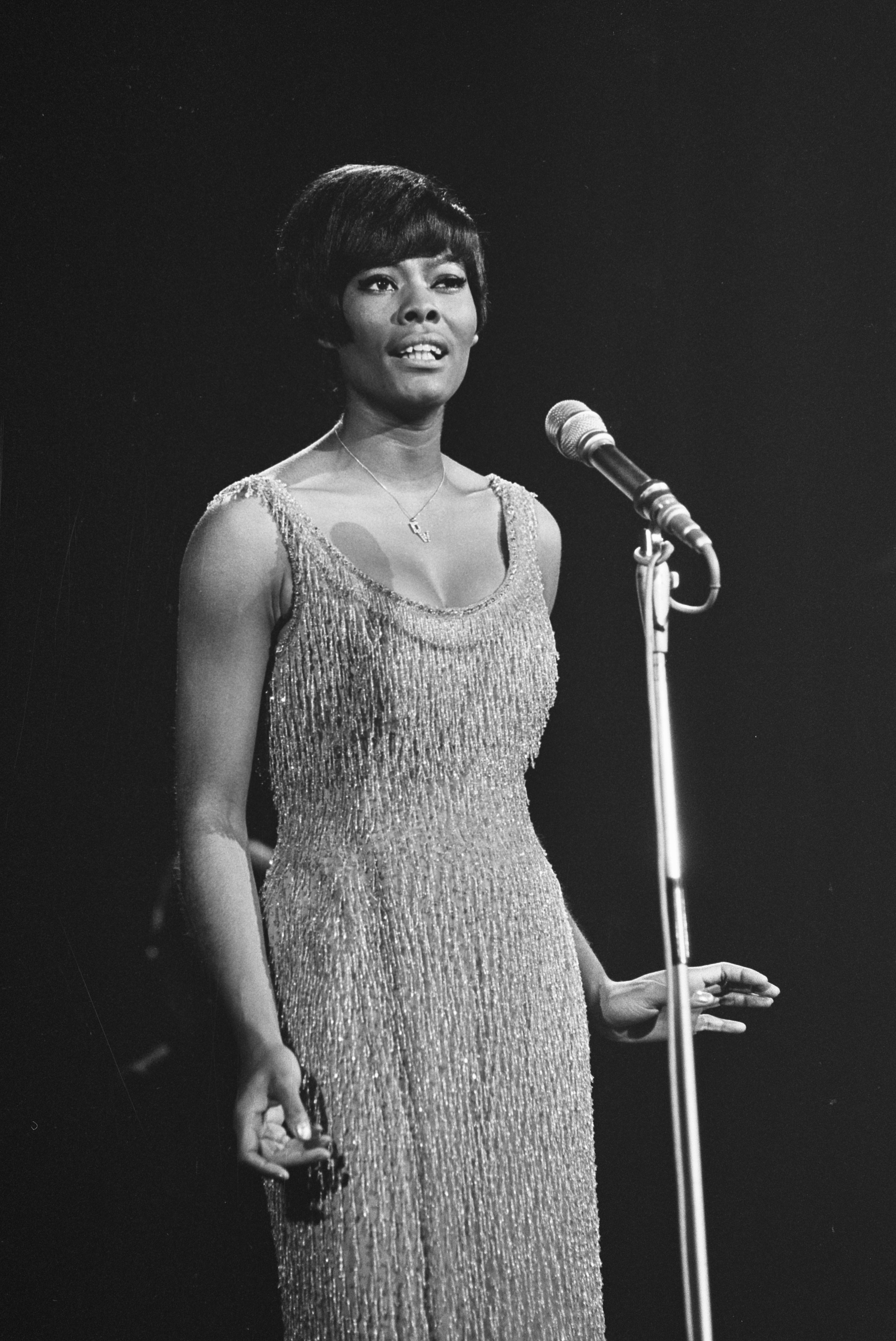
Dionne Warwick se produisant à Amsterdam en 1966.

Forte de son succès avec Scepter Records, elle signe en 1972 chez Warner Bros. Records avec à la clé un contrat 5 millions de dollars (le plus lucratif pour une artiste féminine à l'époque). Toutefois, son nouvel album paru sous le nouveau label Dionne est un échec, qui plus est, des tensions font surface entre Burt Bacharach et Hal David, ses principaux compositeurs et producteurs. À la suite de l'éclatement du trio, Dionne Warwick se retrouve seule et son avenir chez Warner Bros. Records semble incertain. En 1974, elle atteint la première fois le sommet du Billboard Hot 100 avec Then Came You en duo avec le groupe The Spinners et produit par Thom Bell. Entre 1971 et 1974 environ, elle rajouta un « e » à son nom, le transformant en Warwicke, sur les conseils d'un numérologue.
En 1978, elle met fin à son contrat avec Warner Bros. pour Arista sous l'influence de son directeur Clive Davis qui voit en elle un fort potentiel. L'année suivante, elle sort l'album Dionne, qui est produit par Barry Manilow, elle marque ainsi son grand retour sur la scène musicale populaire. L'album génère de nombreuses récompenses dont un disque de platine (le seul de sa carrière), deux prix Grammy pour les chansons I'll Never Love This Way Again et Deja Vu et un autre prix au festival de la chanson de Tokyo pour la chanson Feeling Old Feelings, un single sorti uniquement au Japon.
Dans les années 1980, Dionne Warwick enchaîne les albums : No Night So Long (1980), Friends in Love et Heartbreaker en 1982, incluant la chanson du même titre composée par le membre des Bee Gees Barry Gibb et l'année suivante, elle paraît How Many Times Can We Say Goodbye produit par Luther Vandross. En 1985, elle sort la chanson That's What Friends Are For, extrait de l'album Friends, réunissant à ses côtés Elton John, Gladys Knight et Stevie Wonder, qui a servi à collecter des fonds pour l'AmfAR pour la recherche contre le SIDA. En 1986, elle se classe numéro 1 aux États-Unis, avec Finder of Lost Loves sorti en 1985. Elle renoue avec les textes de Burt Bacharach et Barry Manilow tandis que Carol Bayer Sager s'ajoute à l'équipe et participe à son prochain album qui sort en 1987, Reservations for Two.
En 1993, elle sort Friends Can Be Lovers produit par Burt Bacharach et Hal David qui re-composent ensemble et signent Sunny Weather Love. Son fils David Elliot s'implique également dans les chansons Til the End of Time, et Love Will Find a Way dans laquelle Dionne Warwick collabore avec sa cousine et chanteuse Whitney Houston.
L'année suivante voit le jour de l'album Aquarela do Brasil, qui est influencé par son amour pour le Brésil et dont elle chante en anglais et portugais. Cet album met fin à son contrat avec Arista.

### 1996 à aujourd'hui
Dionne Warwick signe avec de nombreux labels pour des périodes courtes notamment avec Rhino et Concord.
Entre 1998 et 2000, elle lance deux albums de reprise sur lequel elle rechante ses propres chansons dont Dionne Sings Dionne et Dionne Sings Dionne II.
Le 16 octobre 2002, Dionne Warwick est nommée Ambassadrice de bonne volonté de l’Organisation des Nations Unies pour l'alimentation et l'agriculture (FAO).
En 2004, elle publie un premier album de Noël à la tonalité jazzy avec par exemple le titre My Favorite Time of the Year.
En 2006, elle chante un medley des chansons Walk on By et That's What Friends Are For accompagnée de Burt Bacharach au piano lors de la finale de l'émission American Idol. La même année, elle sort My Friends & Me comprenant des reprises de ses chansons en duo avec des artistes R&B, latino, country & pop et produit par son fils Davon Elliott. L'album  comprend que des duos avec des femmes, un album du même genre est envisagé ensuite avec seulement des hommes, mais le projet est annulé.
En 2008, elle enregistre un album de gospel intitulé Why We Sing. La même année, elle participe à l'émission télévisée Diva II sur la chaîne britannique ITV1 aux côtés de Rihanna, Leona Lewis, Sugababes, Pink, Gabriella Cilmi et Anastacia.
En 2011, elle participe et est éliminée au quatrième épisode de la onzième édition du jeu de télé-réalité de Donald Trump, The Apprentice, dans la version star (The Celebrity Apprentice 4), en compétition avec notamment La Toya Jackson, Lisa Rinna, Marlee Matlin, Lil Jon et le vainqueur John Rich (en). Elle sort également l'album Only Trust Your Heart dont les chansons sont composées par les défunts Sammy Cahn et Jack Wolf.
En 2012, elle sort l'album NOW pour célébrer le cinquantième anniversaire de sa carrière, suivi d'une tournée l'année suivante,. Elle reçoit cette même année en Allemagne un Goldene Kamera pour l'ensemble de sa carrière musicale sur la scène internationale.
En 2013, elle collabore avec le chanteur Billy Ray Cyrus sur la chanson Hope Is Just Ahead.
Le 13 mai 2016 au Festival de Cannes, Dionne Warwick annonce qu'un biopic sur sa propre vie sortira en 2017 avec au casting LeToya Luckett qui se mettra dans la peau de Dionne, ainsi que Lady Gaga qui interprétera la défunte chanteuse et rivale de Dionne, Cilla Black. Quelques heures après cette annonce, l'équipe de Lady Gaga (Haus of Gaga) dément sa participation au projet… mais Dionne Warwick re-confirme immédiatement la présence de la star new-yorkaise au projet.
En 2019, elle reçoit un Grammy award du couronnement d'une carrière (Grammy Lifetime Achievement Award), parmi notamment Black Sabbath, Sam & Dave ou Julio Iglesias, pour l'ensemble de leurs carrières.

## Télévision et cinéma
Dionne Warwick fait ses premiers pas devant les caméras en 1969. Au cinéma, elle joue le rôle de l'esclave afro-américaine Cassy auprès de l'acteur Stephen Boyd dans Esclaves. À la télévision, CBS diffuse l'émission spéciale The Dionne Warwick Chevy Special qui la met en vedette entourée d'invités tels que Burt Bacharach, George Kirby, Glen Campbell ou Creedence Clearwater Revival.
Elle jouera ensuite au fil des années dans de nombreux films et autres séries, et sera également animatrice. En janvier 1980, elle anime ainsi une émission spéciale de 2 heures intitulée Solid Gold '79. L'événement remporte un tel succès qu'il devient une émission hebdomadaire dont elle est l'animatrice de 1980 à 1981 et de 1985 à 1986. De 1991 à 1998, elle partage l'animation avec Linda Georgian du Psychic Friends Network, une émission d'infopublicité dans laquelle les téléspectateurs pouvaient consulter par téléphone une voyante pour 3.99$ la minute et qui est l'émission du genre la plus rentable de l'histoire selon le magazine Responce TV. Durant ses années dans l'infopublicité, pendant lesquelles on la surnommait « la dame psychique », Dionne Warwick gagnait 3 millions de dollars par an.

## Reconnaissance
Au cours de sa carrière, Dionne Warwick a vendu plus de 100 millions d'albums et singles à travers le monde. En 2012, le magazine Billboard la classe deuxième chanteuse ayant eu le plus de chansons classées sur le Billboard Hot 100, derrière Aretha Franklin.
En 1985, elle est introduite au Hollywood Walk of Fame à Los Angeles.

### Lauréats & nominations

#### Prix Grammys
| Année | Catégorie                                                   | Pour                            |            |
| ----- | ----------------------------------------------------------- | ------------------------------- | ---------- |
| 1965  | meilleur enregistrement rhythm & blues                      | Walk on By                      | nomination |
| 1968  | meilleure prestation vocale pop, féminin                    | Alfie                           | nomination |
| 1968  | meilleure prestation vocale solo féminin pop contemporain   | I Say A Little Prayer           | nomination |
| 1969  | meilleure prestation vocale pop contemporain, féminin       | Do You Know The Way To San Jose | lauréat    |
| 1970  | meilleure prestation vocale contemporain, féminin           | The Girl's In Love With You     | nomination |
| 1971  | meilleure prestation vocale contemporain, féminin           | I'll Never Fall In Love Again   | lauréat    |
| 1975  | meilleure prestation vocale pop par un duo, groupe ou chœur | Then You Came                   | nomination |
| 1980  | meilleure prestation vocale pop, féminin                    | I'll Never Love This Way Again  | lauréat    |
| 1980  | meilleure prestation vocale r&b, féminin                    | Deja Vu                         | lauréat    |
| 1987  | enregistrement de l'année                                   | That's What Friends Are For     | nomination |
| 1987  | meilleure prestation vocale pop, féminin                    | Friends                         | nomination |
| 1987  | meilleure prestation pop par un duo ou groupe avec voix     | Thar's What Friends Are For     | lauréat    |
| 1992  | meilleure prestation r&b par un duo ou groupe avec voix     | Superwoman                      | nomination |
| 2013  | meilleur album vocal pop standard                           | NOW                             | nomination |
| 2019  | grammy lifetime achievement award                           | Dionne Warwick                  | lauréat    |

## Vie personnelle

### Relations

#### Famille
Dionne Warwick entretient des liens familiaux dont certains sont des célébrités, en particulier du côté maternel. Sa mère, Lee Drinkard, est la sœur de Emily alias Cissy Houston, qui est chanteuse, elle est ainsi cousine de la chanteuse Whitney Houston et du joueur de basket-ball Gary Garland.
Du côte paternel, elle est cousine de la chanteuse d'opéra Leontyne Price.
Dionne Warwick épouse l'acteur William Elliott en 1966 ; ils se remarient en 1967 à Milan et divorcent en 1975. Le couple a eu deux enfants, David (1969) et Davon (1973). Avant de devenir auteur-compositeur, David s'était engagé dans la police de Los Angeles. Au cours des années 2000, il fait ses premiers pas au cinéma dans Ali, où il joue le rôle du chanteur Sam Cooke. Il chante aussi régulièrement avec sa mère en tournée. Son frère Davon est producteur et a travaillé avec de nombreux artistes dont sa mère.
Du début des années 1960 à 2005, Dionne Warwick posséde une résidence dans l'État de Bahia au Brésil, qu'elle vend pour raisons familiales. En 2010, lors d'une entrevue à la télévision brésilienne, elle déclare que le Brésil est l'endroit où elle a l'intention de passer le reste de sa vie après sa retraite.

#### Aretha Franklin
Aretha Franklin est connue comme un membre proche de la famille. Elle est en effet la marraine non officielle de Whitney Houston. Aretha Franklin a eu de nombreuses rivalités avec d'autres chanteuses comme Diana Ross ou Roberta Flack, et avec Dionne Warwick dont la rivalité remonte aux années 1960, alors que les chanteuses se concurrençaient dans les hit-parades. C'est ainsi qu'Aretha Franklin a voulu montrer à Dionne Warwick qui était « la reine Alpha » en reprennant I Say a Little Prayer, la version de cette dernière obtiendra un plus grand succès que celle de Dionne Warwick.
La tension entre les deux artistes se poursuit au cours des décennies suivantes. En 2017, la querelle reprend entre les deux chanteuses à la suite des propos qu'aurait tenus Dionne Warwick après les funérailles de Whitney Houston, soit cinq ans plus tôt, et qu'Aretha Franklin juge diffamatoires.

### Situation financière
En 2007, Dionne Warwick figure dans le Top 250 des contribuables délinquants, une liste annuelle publiée par le California Revenue & Taxation Service et dans laquelle ces personnes voient généralement leurs arriérés d'impôt augmenter de plus de 100 000 $. Elle devait ainsi 2,2 millions de dollars d'impayés à l'Internal Revenue Service, mais celui-ci reconnaît en 2009 avoir fait une erreur et réduit le montant à 1,2 million USD.
En 2013, la chanteuse se déclare en faillite. Celle-ci est due à une mauvaise gestion durant les années 1990, cumulant plus de 7 millions de dollars de dettes auprès du service des impôts (Internal Revenue Service) et 3 millions auprès de l'État de Californie.

### Démêlés judiciaires
En 2002, Dionne Warwick est arrêtée à l'aéroport international de Miami pour possession de stupéfiants : 11 cigarettes de marijuana sont retrouvées dans ses bagages. Elle est accusée pour possession de marijuana, à hauteur de 5 grammes.

## Activités caritatives
Dionne Warwick s'implique socialement pour de nombreuses causes. Dans les années 1980, elle contribue à amasser des fonds pour la recherche contre le SIDA avec sa chanson That's What Friends Are For, qui a amassé 3 millions de dollars entre 1985 et 1986.
En 1985, elle participe au collectif We Are the World auprès de Michael Jackson et Lionel Richie pour combattre la famine en Éthiopie.
En 1989, elle met sur pied sa propre fondation (Warwick Foundation) avec laquelle elle organise des concerts de soutien. Sa fondation sera dissoute en 1993, à la suite du scandale consécutif à un reportage de la chaîne de télévision ABC.
En 2009, elle enregistre la chanson Starlight à l'occasion d'un partenariat entre la Starlight Children Foundation et New Gold Music Ltd. dans le but d'amasser des fonds pour les enfants hospitalisés.
En 2012, elle donne un concert à Londres au Royal Albert Hall lors du World Hunger Day organisé par Hunger Project contre la faim dans le monde.

## Controverses

### Irrégularités dans la Warwick Foundation (1993)
En 1993, la chanteuse se retrouve dans la tourmente à la suite d'un reportage d'enquête de l'émission One Day d'ABC News. En effet, des irrégularités auraient été commises dans le financement de la fondation de Warwick qui amasse des fonds pour la recherche contre le SIDA, dont les coûts administratifs représentaient 90 %. De plus, Dionne Warwick est suspectée d'avoir voyagé en première classe et logé dans des hôtels luxueux lors d'événements caritatifs, tandis que son rôle inactif dans la fondation a incité la chaîne de télévision à enquêter. La chanteuse qualifiera le reportage d'ABC de raciste, tandis que le Service des impôts (Internal Revenue Service) relativisera les irrégularités de la fondation et les implications de la chanteuse à la suite d'une enquête démontrant l'absence d'intentions criminelles et aboutissant à un redressement favorable, réduisant de 1,2 million de dollars sa dette fiscale.

### DocumentaireWhitney: Can I Be Me(2017)
En 2017, Nick Broomfield réalise le documentaire Whitney: Can I Be Me retraçant pour l'essentiel la carrière de la chanteuse Whitney Houston, et abordant également les facettes plus sombres de la vie de cette dernière, principalement sa toxicomanie mais aussi son milieu familial déchiré ou la question des abus sexuels dont elle a été victime.

L'année suivante, la presse divulgue que la propre sœur de Dionne, la chanteuse Dee Dee Warwick, aurait agressé Whitney Houston dans son enfance. Dionne Warwick et sa tante Cissy Houston (mère de Whitney) répliquent que ces informations sont fausses. Mais son cousin Gary Garland-Houston affirme le contraire et dit avoir été lui aussi victime, disant se souvenir que lui-même et Whitney étaient âgés de 7 et 9 ans au moment des faits. 
« Dee Dee a peut-être eu des problèmes personnels, mais l'idée qu'elle aurait molesté mes enfants est écrasante et, pour nous, insondable. » 

Cissy Houston, The Guardian 
Refusant ces allégations, les deux femmes ont tenté de freiner la projection du documentaire au Festival de Cannes.

## Discographie sélective

### Principales chansons
- Don't Make Me Over (1962)
- Anyone Who Had a Heart (1963)
- Walk On By (1964)
- I Just Don't Know What To Do With Myself (1966)
- What the World Needs Now Is Love (1966 - Initialement chantée par Jackie DeShannon en 1965)
- I Say a Little Prayer (1967)
- (Theme From) Valley Of The Dolls (1968) – no 2 aux États-Unis
- Do You Know the Way to San José (1968)
- You've Lost That Lovin' Feelin' (1969)
- I'll Never Fall in Love Again (1970)
- Then Came You (1974) avec le groupe soul The Spinners – no 1 aux États-Unis
- I'll Never Love This Way Again (en) (1979), produit par Barry Manilow
- Déjà vu (1979-1980), produite par Barry Manilow
- Heartbreaker (1982), composée par les Bee Gees, avec Barry Gibb dans les chœurs
- It's You (1984), sur la bande originale de Stevie Wonder The Woman in Red issu du film homonyme.
- That's What Friends Are For (1985), avec Gladys Knight, Stevie Wonder et Elton John – no 1 aux États-Unis

### Albums

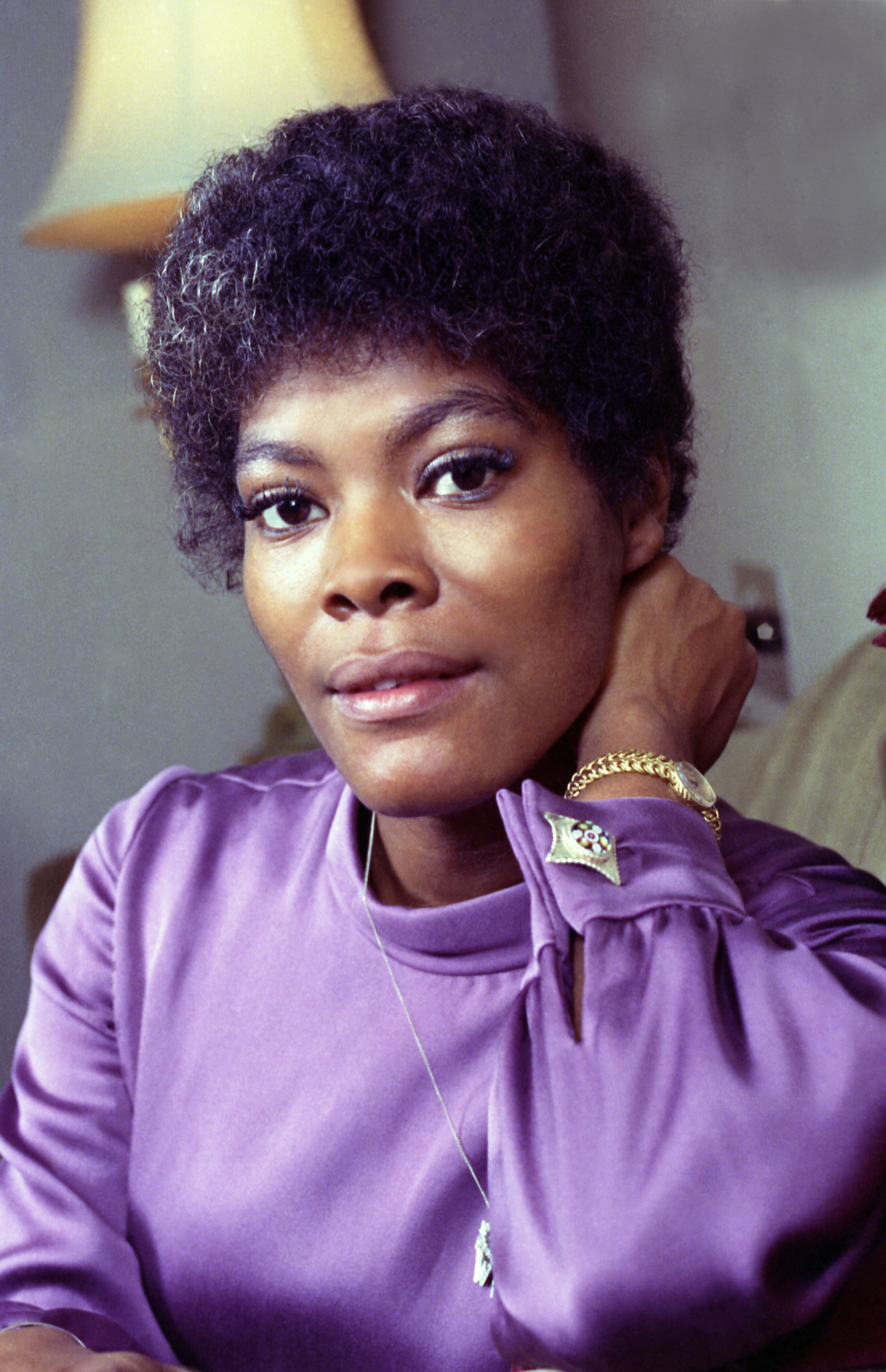
Dionne Warwick en 1973, photographiée par Allan Warren.

- 1963 : Presenting Dionne Warwick (album classé parmi les 50 plus grands albums de tous les temps catégorie « Women who rock » par le magazine Rolling Stone)[32]
- 1964 : Anyone Who Had a Heart
- 1964 : Make Way for Dionne Warwick
- 1965 : The Sensitive Sound of Dionne Warwick
- 1965 : Here I Am (en)
- 1966 : Dionne Warwick In Paris
- 1967 : Here, Where There Is Love
- 1967 : Dionne Warwick Onstage and In the Movies
- 1967 : The Windows of the World
- 1968 : Dionne in the Valley of the Dolls
- 1968 : Magic of Believing
- 1968 : Promises Promises
- 1969 : Soulful
- 1969 : Dionne Warwick's Greatest Motion Picture Hits
- 1970 : I'll Never Fall In Love Again
- 1970 : Very Dionne
- 1971 : The Dionne Warwick Story: Live
- 1972 : Dionne
- 1972 : From Within
- 1973 : Just Being Myself
- 1975 : Then Came You
- 1975 : Track of the Cat
- 1977 : A Man and a Woman (avec Isaac Hayes)
- 1977 : Only Love Can Break a Heart
- 1977 : Love at First Sight
- 1979 : Dionne
- 1980 : No Night So Long
- 1981 : Hot! Live and Otherwise
- 1982 : Friends in Love
- 1982 : Heartbreaker
- 1983 : How Many Times Can We Say Goodbye
- 1985 : Finder of Lost Loves
- 1985 : Friends
- 1987 : Reservations for Two
- 1989 : Dionne Warwick Sings Cole Porter
- 1993 : Friends Can Be Lovers
- 1995 : Aquarela Do Brazil
- 1998 : Dionne Sings Dionne
- 2000 : Dionne Sings Dionne Vol. 2
- 2004 : My Favorite Time of the Year
- 2006 : My Friends and Me
- 2008 : Why We Sing
- 2011 : Only Trust Your Heart
- 2012 : Now (A Celebratory 50th Anniversary Album)
- 2019 : Dionne Warwick
- 2024 : Now Playing (Compilation)

## Participation aufestival de Sanremo
- 1967 : Dedicato all'amore, couplée à Peppino di Capri (éliminée)
- 1968 : La voce del silenzio, couplée à Tony Del Monaco (14e)

## Filmographie

### Cinéma
| Année | Titre                        | Rôle                   | Réalisation         |
| ----- | ---------------------------- | ---------------------- | ------------------- |
| 1969  | Esclaves                     | Cassy                  | Herbert J. Biberman |
| 1987  | Assistance à femme en danger | Beth                   | Jerry London        |
| 2018  | Armed                        | Shirley                | Mario Van Peebles   |
| 2018  | Frank and Ava                | Lady Singing The Blues | Michael Oblowitz    |

### Télévision
| Année | Titre                                            | Rôle                     | Note                    |
| ----- | ------------------------------------------------ | ------------------------ | ----------------------- |
| 1976  | Switch                                           | Sheri                    | épisode 22, saison 1    |
| 1977  | Switch                                           | Sherry                   | épisode 4 & 5, saison 3 |
| 1977  | 200 dollars plus les frais                       | Theda Moran / Theda Best | épisode 4, saison 4     |
| 1986  | L'Homme qui tombe à pic                          |                          | épisode 20, saison 5    |
| 1992  | Extralarge: Black Magic                          | Mama Limbo               | téléfilm                |
| 1992  | Out All Night                                    | elle-même                | épisode 8               |
| 1993  | Capitaine Planète                                | Dr Russell (voix)        | épisode 7, saison 4     |
| 1996  | Les Frères Wayans                                | Mrs. Jackson             |                         |
| 1999  | Aux frontières de l'étrange                      | Effy                     | épisode 12, saison 1    |
| 1999  | Happiley Ever After: Fairy Tales for Every Child | Miss Kitty               | épisode 3, saison 3     |
| 2000  | Walker, Texas Ranger                             | Dionne Berry             | épisode 10, saison 8    |
| 2019  | Maui Kitty's Play Time                           | Namaka                   | épisode 1               |